# Vipera ammodytes
Vipera ammodytes là một loài rắn trong họ Rắn lục. Loài này được Linnaeus mô tả khoa học đầu tiên năm 1758.
Loài rắn này được tìm thấy ở miền nam châu Âu thông qua các vùng Balkan và một phần của Trung Đông. Nó được coi là nguy hiểm nhất của loài vipers châu Âu do kích thước lớn, răng nanh dài (lên đến 13 mm) và độc tính nọc độc cao. Tên cụ thể, ammodytes, có nguồn gốc từ tiếng Hy Lạp ammos, có nghĩa là "cát", và dute, có nghĩa là "kẻ đào hang" hoặc "kẻ lặn", bất chấp sở thích của loài này đối với môi trường sống đá. Năm phân loài hiện đang được công nhận, bao gồm các phân loài được chỉ định được mô tả ở đây. 

## Hình ảnh

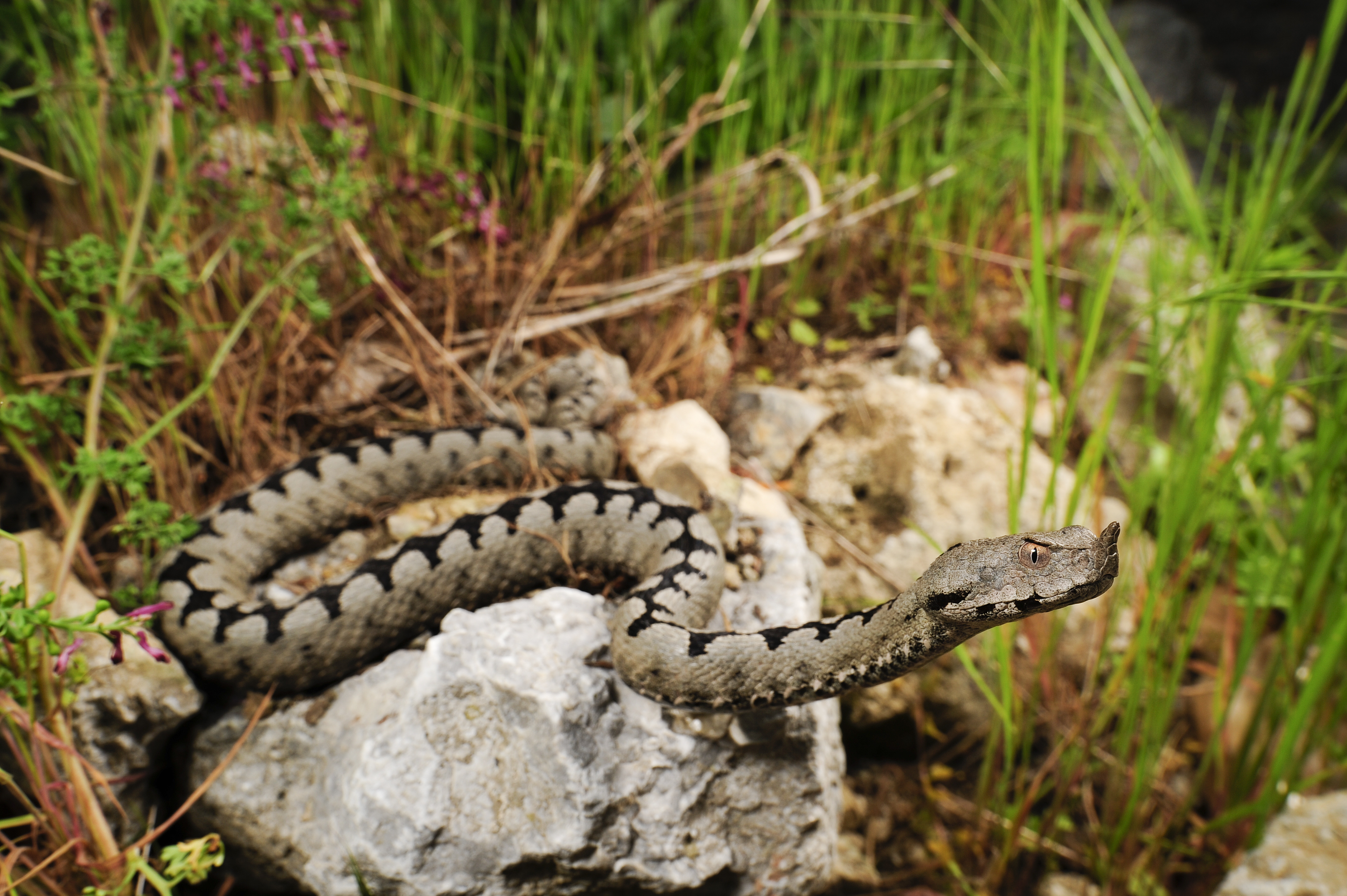
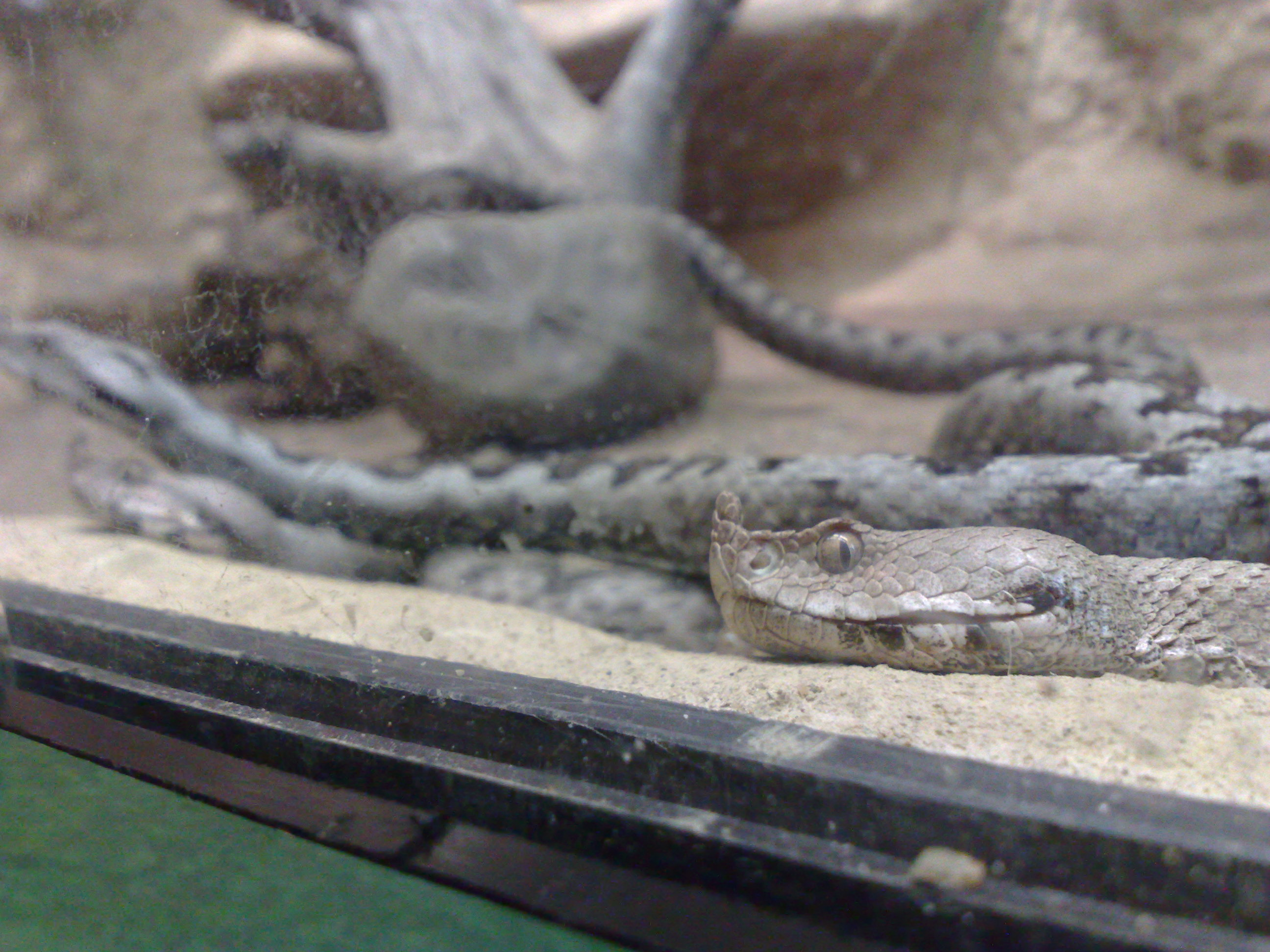
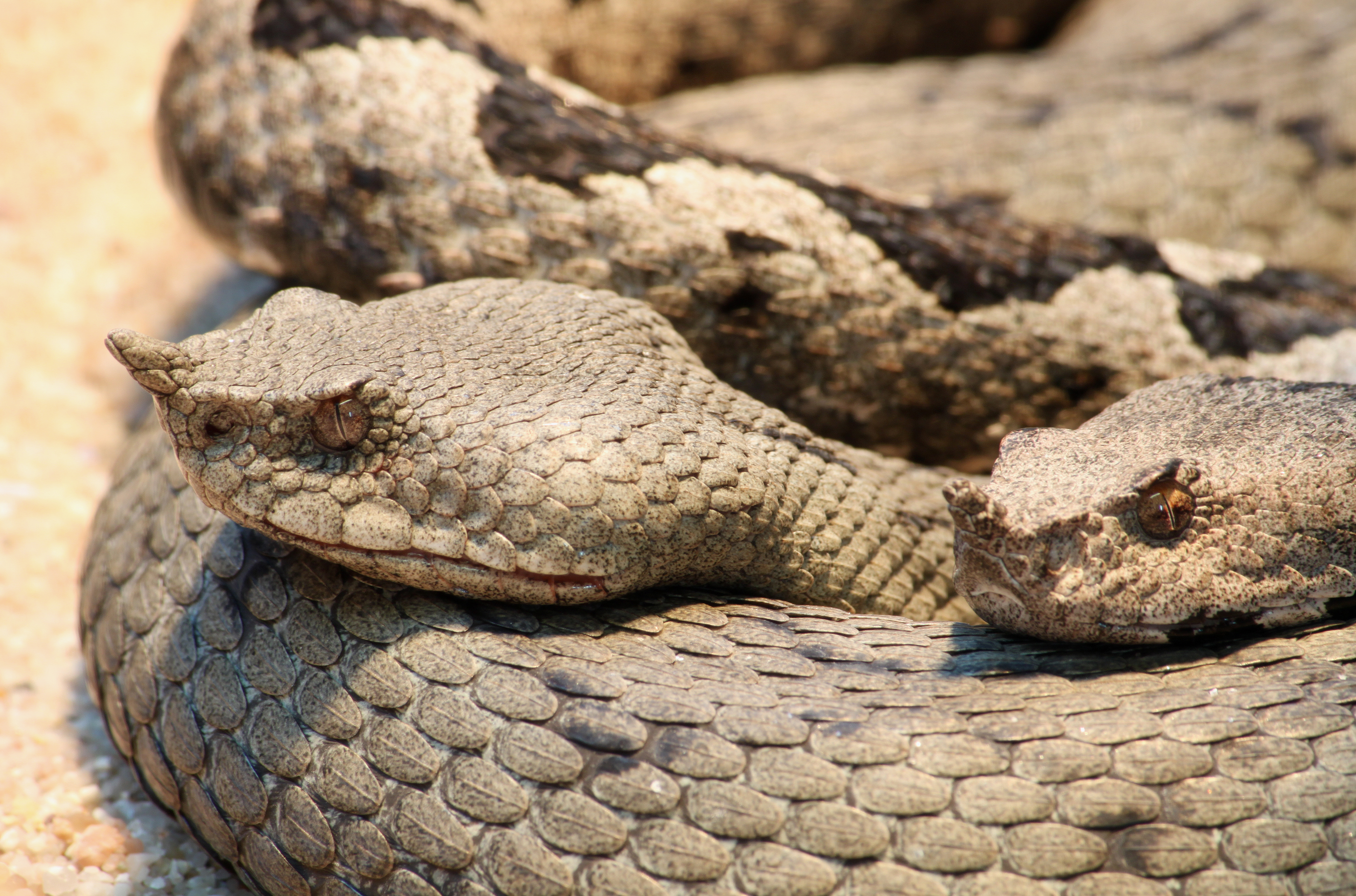
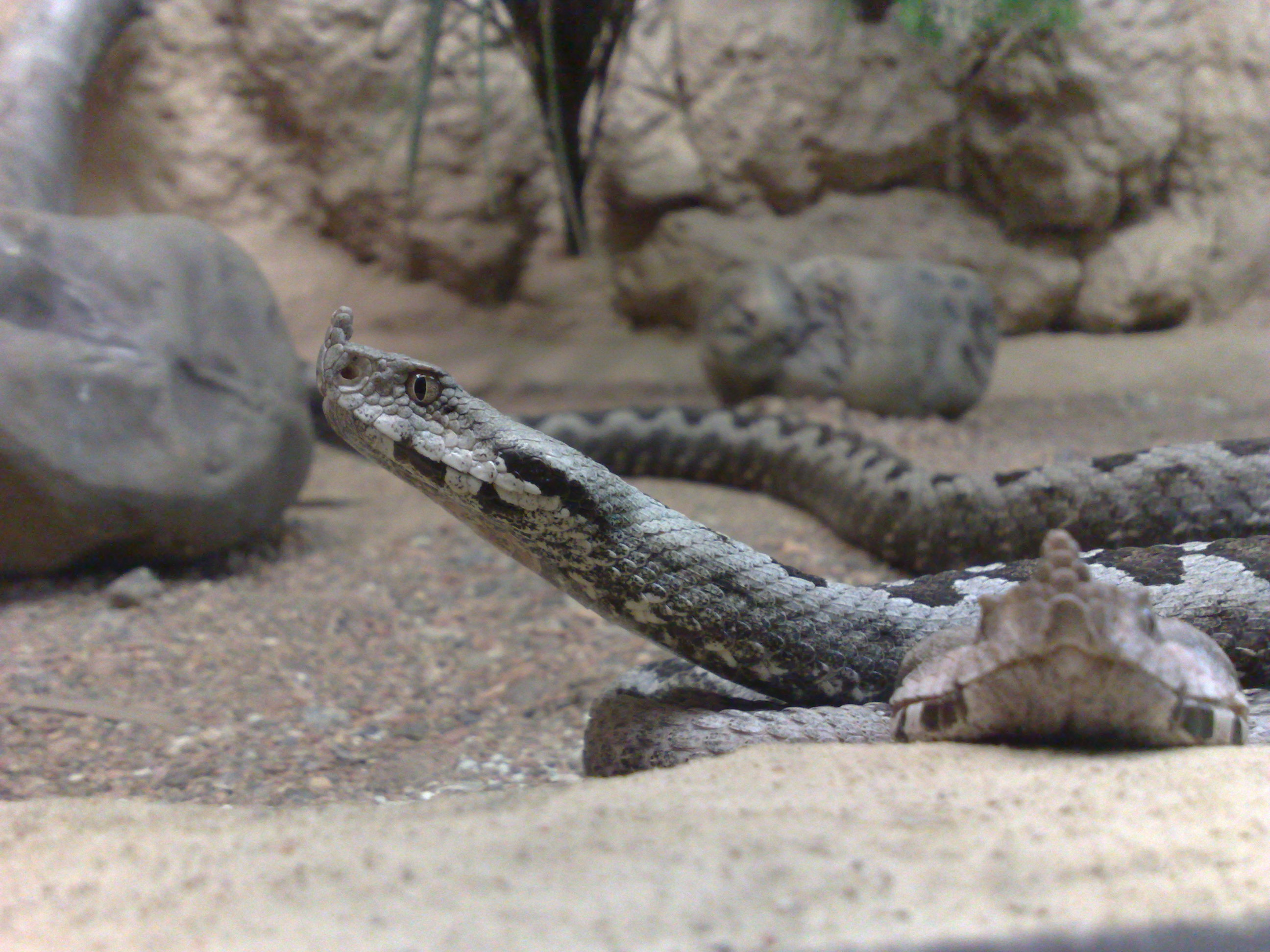